# حنان عشراوي

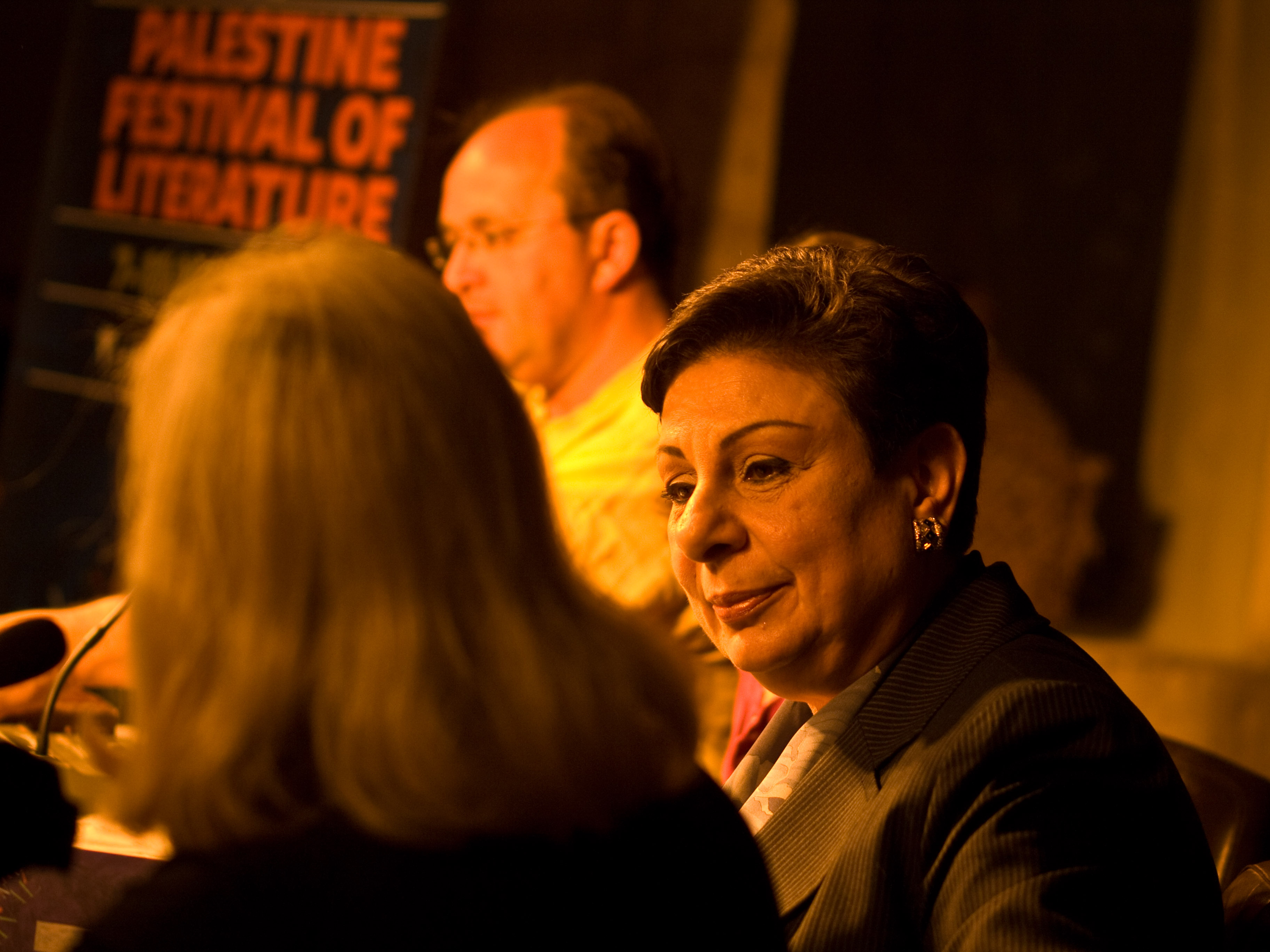
د. حنان عشراوي

حنان داود خليل عشراوي (وُلدت في 8 أكتوبر 1946 في نابلس) هي ناشطة سياسية فلسطينية مسيحية. كانت قائدة في الانتفاضة الأولى، والمتحدثة الرسمية باسم السلطة الفلسطينية. عشراوي من مواليد 1946، أستاذة جامعية وأمّ لبنتين، اختيرت في 1991 لتمثيل منظمة التحرير الفلسطينية في محادثات سلام الشرق الأوسط في مدريد في أكتوبر. إتقانها الإنجليزية ومهارات التفاوض وفق النمط الغربي حقق لها إعجاب خصومها الإسرائيليين في المحادثات التي اشتركوا بها.[بحاجة لمصدر]
عشراوي من مدينة رام الله، وقد ولدت في نابلس حينما كان والدها يعمل طبيبًا هناك، وهي الأصغر من خمسة بنات لطبيب فلسطيني وقائد سياسي مسيحي. درست في المدارس المسيحية وحصلت على شهادتي بكالوريوس في الآداب وماجستير في الآداب من الجامعة الأمريكية في بيروت، وحصلت على الدكتوراة في الفلسفة من جامعة فرجينيا في الولايات المتحدة، وأختارت مع زوجها الإقامة في الضفة الغربية المحتلّة وهو مصور محترف وموسيقار، وأصبحت أستاذة جامعية في جامعة بيرزيت، وحصلت على إحدى عشرة درجة دكتوراه فخرية من جامعات في الولايات المتحدة وكندا وأوروبا والعالم العربي.
عشراوي أختيرت عضوًا في مفاوضات الشرق الأوسط، وحضرت محادثات السلام خلال الجلسة الافتتاحية في مدريد حتى الخاتمة الناجحة في ديسمبر 1993، عندما استقالت لترأّس البعثة الفلسطينية لمنظمة التحرير في واشنطن. عند بدء الانسحابات الإسرائيلية، عادت إلى مسؤولياتها في جامعة بيرزيت، حيث ترأّست اللجنة المستقلة الفلسطينية للدفاع عن الحقّوق المدنية.
حصلت على مختلف الجوائز من جميع أنحاء العالم مثل وسام الشرف الفرنسي المتميز في 2006،  وجائزة المهاتما غاندي الدولية للسلام والمصالحة في 2005، وجائزة سيدني للسلام في 2003، وجائزة أولوف بالمه في 2002، وجائزة منظمة نساء الأمل الدولية «الخبز والورد» في 1999، وجائزة جين أدامز الدولية للقيادة النسائية لعام 1996، وجائزة مؤسسة بيرل إس باك النسائية، وميدالية بيو مانزو الذهبية للسلام لعام 1994، وجائزة ماريسا بليساريو الدولية للسلام لعام 1992.
كتبت حنان العديد من الكتب والمقالات والقصائد والقصص القصيرة عن السياسة والثقافة والأدب الفلسطيني، ومن كتبها المشهورة عالميًا كتاب "(بالإنجليزية: This Side of Peace) - هذا الجانب من السلام".

## النشأة والتعليم
ولدت حنان لأبوين فلسطينيين مسيحيين في 8 أكتوبر 1946 في مدينة نابلس أثناء الانتداب البريطاني على فلسطين، كان والدها داود ميخائيل طبيبًا وكان من مؤسسي منظمة التحرير الفلسطينية،  وكانت والدتها «وديعة أسعد ميخائيل» ممرضة عيون.
انتقلت عائلتها من نابلس إلى مدينة طبريا الدافئة في الشمال، وأقاموا فيها حتى هجرهم الإسرائيليون منها في 1948،  وأنتقلوا إلى مدينة عمان الأردنية أثناء حرب 1948. 
تمكنت عائلتها من الاستقرار في رام الله في عام 1950 عندما كانت جزءًا من الضفة الغربية تحت الإدارة الأردنية، والتحقت بمدرسة أصدقاء رام الله للبنات، تعرض والدها للسجن عدة مرات في الأردن بسبب أنشطته مع الحزب القومي الاشتراكي العربي ومنظمة التحرير الفلسطينية.
حصلت على درجتي البكالوريوس والماجستير في الأدب من قسم اللغة الإنجليزية في الجامعة الأمريكية في بيروت (AUB)،  ومُنعت من العودة للضفة الغربية بعد حرب الأيام الستة في 1967، وخلال السنوات اللاحقة أكملت تعليمها وحصلت على درجة الدكتوراه في الفلسفة من جامعة فيرجينيا، وفي 1973 سُمح لها بالعودة إلى الضفة الغربية والانضمام إلى عائلتها بموجب خطة لم شمل الأسرة.
حصلت حنان عشراوي على إحدى عشرة شهادة دكتوراه فخرية من جامعات الولايات المتحدة وكندا وأوروبا والعالم العربي، حيث حصلت على دكتوراه في القانون من جامعة باث في إنجلترا في 1993، ودكتوراه فخرية من مدرسة فيرجينيا اللاهوتية في 1993،  ودكتوراه فخرية من جامعة بروكسل الحرة في بلجيكا في 1997، ودكتوراه في الآداب الإنسانية من كلية سميث في نورثهامبتون، ماساتشوستس في 1999، ودكتوراه في الآداب الإنسانية من كلية إيرلهام في ريتشموند إنديانا في 1999، ودكتوراه في القانون المدني من جامعة سانت ماري في هاليفاكس الكندية في أكتوبر 2000، ودكتوراه في الآداب الإنسانية من الجامعة الأمريكية بالقاهرة في يونيو 2003، ودكتوراه فخرية من الجامعة الأمريكية في بيروت في حزيران 2008.

## الحياة الشخصية

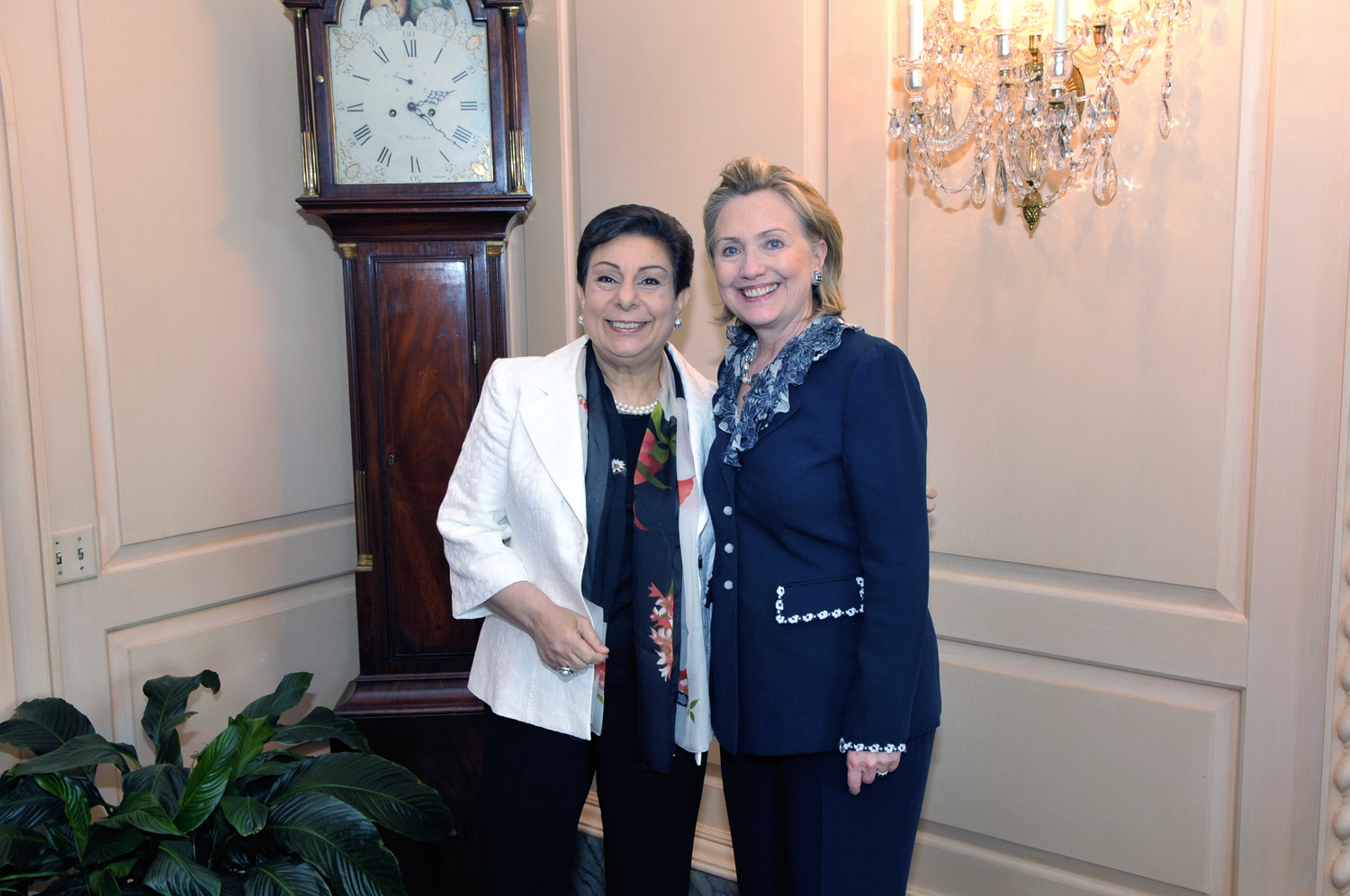
حنان عشراوي

تزوجت حنان من إميل عشراوي في 8 أغسطس 1975، وهو مسيحي مقدسي يعمل مصور ومخرج مسرحي،  وأنجبا ابنتان: أمل وزينة.
هي عضوة في العديد من المجالس والمجالس الاستشارية الدولية السابقة والحالية، ومنها «مشروع الولايات المتحدة / الشرق الأوسط»؛ ومركز الدراسات عبر الإقليمية «المجلس الاستشاري»،  ومجلس العلاقات الخارجية، وعضو مركز «دير ياسين في الذاكرة»،  و«صندوق مستقبل أطفالنا»،  ومبادرة السلام والتعاون في الشرق الأوسط، واللجنة الدولية للتدخل وسيادة الدولة، وعضو المعهد الدولي للديمقراطية والانتخابات، وعضو فريق الأمين العام للأمم المتحدة للحوار بين الحضارات، وعضو فيلق الرحمة، وعضو فرقة العمل المعنية بالتعليم العالي، ومركز كارتر، ومركز الحوارات الهولندي، ومعهد الأمم المتحدة لبحوث التنمية الاجتماعية، ومعهد فلسطين للدبلوماسية العامة، والمؤسسة المسكونية المسيحية في الأرض المقدسة،  ومجلس تعزيز التفاهم العربي ـ البريطاني، والمجموعة الاستشارية للمجتمع المدني للمديرين التنفيذيين لهيئة الأمم المتحدة للمرأة.

## السياسة والنشاط
اُنتخبت عضوةً في المجلس التشريعي الفلسطيني بعد الانتخابات العامة الفلسطينية عام 1996 حيث حصلت على 17,944 صوتًا في دائرة محافظة القدس.
في 7 ديسمبر 2020، قدمت استقالتها من اللجنة التنفيذية لمنظمة التحرير الفلسطينية. حيث قالت «لقد قدمت استقالتي من اللجنة التنفيذية بتاريخ 24 نوفمبر الماضي حين التقيت بالرئيس محمود عباس». وفي 9 ديسمبر 2020 قبل الرئيس الفلسطيني محمود عباس استقالتها بناءً على طلبها.
اُنتخبت رئيسةً لمجلس أمناء جامعة بيرزيت في 12 أغسطس 2023.

## جائزة سيدني للسلام
مُنحت عشراوي جائزة سيدني للسلام في 2003 ونال اختيارها ثناء من ماري روبنسون «المفوض السامي السابق للأمم المتحدة لحقوق الإنسان، والرئيسة السابقة لأيرلندا»، ورئيس الأساقفة ديزموند توتو، ووزيرة الخارجية الأمريكية السابقة مادلين أولبرايت.
وأثار اختيارها الجدل بين المنظمات السياسية اليهودية، ووصفها مايكل كابيل عضو مجلس إدارة مجلس الشؤون الأسترالية/الإسرائيلية واليهودية، بأنها «مدافعة عن الإرهاب الإسلامي»، فيما رأى الناشط أنتوني لوينشتاين أن وسائل إعلام أسترالية ومنظمات يهودية مختلفة عملت على تشويه سمعتها لمنعها من الفوز بجائزة السلام، فيما وصفتها السياسية الإسرائيلية يائيل ديان «بالشجاعة، وأنها تساهم في عملية السلام». 

## مؤلفات
- «(بالإنجليزية: Anthology of Palestinian Literature) - مختارات من الأدب الفلسطيني»، تحرير حنان عشراوي.[34]
- «(بالإنجليزية: The Modern Palestinian Short Story: An Introduction to Practical Criticism) - القصة القصيرة الفلسطينية الحديثة: مقدمة في النقد العملي».[35]
- «(بالإنجليزية: Contemporary Palestinian Literature under Occupation) - الأدب الفلسطيني المعاصر تحت الاحتلال».[36]
- «(بالإنجليزية: Contemporary Palestinian Poetry and Fiction) - الشعر والخيال الفلسطيني المعاصر»، 1982.[37]
- «(بالإنجليزية: Literary Translation: Theory and Practice) - الترجمة الأدبية: النظرية والتطبيق».
- «(بالإنجليزية: This Side of Peace: A Personal Account) - جانب السلام هذا: حساب شخصي»، نيويورك: سايمون اند شوستر، 1995.[38]
- «(بالإنجليزية: Aspects of the Palestinian - Israeli peace process) - جوانب عملية السلام الفلسطينية الإسرائيلية»، جامعة فو أمستردام، أمستردام، 1996.[39]
- «(بالإنجليزية: Our Jerusalem) - قدسنا»، بالاشتراك مع آخرين، القدس، مجلة فلسطين-إسرائيل، 1995.[40]
- «(بالإنجليزية: a passion for peace) - شغف بالسلام»، لندن: العقار الرابع، 1995.[41]
- «(بالإنجليزية: Concept, context and process in peacemaking : the Palestinian-Israeli experience) - المفهوم والسياق والعملية في صنع السلام: التجربة الفلسطينية الإسرائيلية»، بالاشتراك مع إميكو نوما، جامعة سان دييغو، سان دييغو، كاليفورنيا، 2004.[42]
- «(بالإنجليزية: Peace in the Middle East : a global challenge and a human imperative) - السلام في الشرق الأوسط: تحد عالمي وضرورة إنسانية»، مركز دراسات السلام والصراع، جامعة سيدني، مؤسسة سيدني للسلام، 2003.[43]
- «(بالإنجليزية: From Intifada to independence) - من الانتفاضة إلى الاستقلال»، مكتب الإعلام الفلسطيني، لاهاي، 1990.[44]
- «(بالإنجليزية: Birthing the nation strategies of Palestinian women in Israel) - ولادة استراتيجيات الأمة للمرأة الفلسطينية في إسرائيل»، بالاشتراك مع رودا آن كنعانة، مطبعة كاليفورنيا، جامعة كاليفورنيا، بيركلي، 2010.[45]
- «(بالإنجليزية: The coming of age : an anatomy of the Palestinian Intifada) - بداية النضج: تشريح الانتفاضة الفلسطينية»، الاتحاد العام لطلبة فلسطين، نيويورك، الولايات المتحدة، 1989.[46]
- «(بالإنجليزية: In hope and despair : life in the Palestinian refugee camps) - في أمل ويأس: الحياة في مخيمات اللاجئين الفلسطينيين»، بالاشتراك مع ميا جروندال وبيتر هانسن، مطبعة الجامعة الأمريكية بالقاهرة، نيويورك، 2003.[47]
- «نحن هنا»، بالاشتراك مع وفاء عبد الرحمن وأنتوني لوستيدت وأسامة سلوادي، مفتاح، رام الله، 2005.[48]

## روابط خارجية
- حنان عشراوي على موقع IMDb (الإنجليزية)
- حنان عشراوي على موقع الموسوعة البريطانية (الإنجليزية)
- حنان عشراوي على موقع مونزينجر (الألمانية)